# 5-й смешанный авиационный корпус
5-й смешанный авиационный корпус (5-й сак) — соединение Военно-Воздушных сил (ВВС) Вооружённых Сил РККА, принимавшее участие в боевых действиях Великой Отечественной войны.

## Наименования корпуса
- 5-й смешанный авиационный корпус

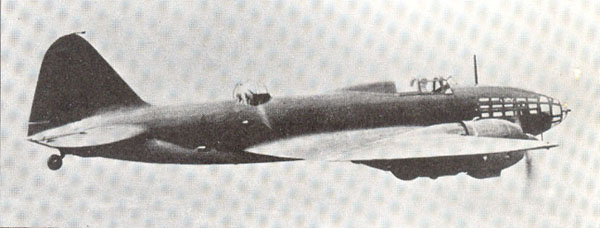
Самолёт 304-й бад Ил-4

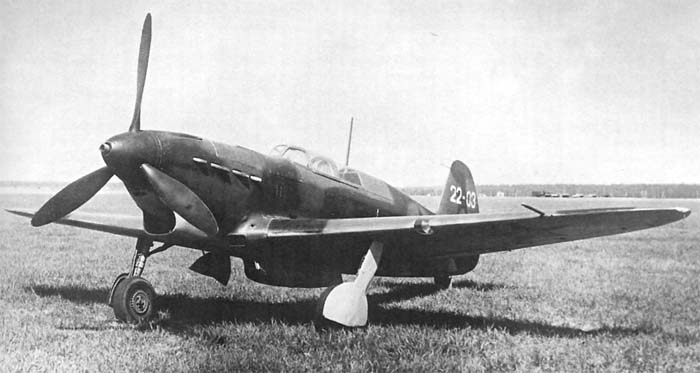
Истребитель Як-7 203-й иад

- 7-й истребительный авиационный корпус
- 7-й Львовский истребительный авиационный корпус
- 6-й гвардейский истребительный авиационный корпус
- 6-й гвардейский Львовский истребительный авиационный корпус
- 6-й гвардейский Львовский Краснознамённый истребительный авиационный корпус
- 6-й гвардейский Львовский Краснознамённый ордена Суворова II степени истребительный авиационный корпус
- 78-й гвардейский Львовский Краснознамённый ордена Суворова II степени истребительный авиационный корпус

## Создание корпуса
Корпус сформирован 08.03.1943 г. на основании Постановления Государственного комитета обороны

1. Обязать Командующего ВВС Красной Армии т. Новикова в срок до 15 мая 1943 года подготовить и иметь в состоянии готовности к отправке на фронт:
два смешанных авиационных корпуса № 4 и 5 каждый в составе одной авиадивизии бомбардировщиков Ил-4, состоящей из двух авиаполков по 32 самолёта каждый и одной авиадивизии истребителей, состоящей из четырёх авиаполков по 32 самолёта каждый;

3. Смешанный авиакорпус № 5 сформировать к 10 марта 1943 г. В состав авиакорпуса включить:
304 бомбардировочную авиадивизию Ил-4, создаваемую за счет самолётов, передаваемых из АДД и
203 истребительную авиадивизию Як-7, выведя её в резерв Ставки из состава 1 Воздушной армии Западного фронта.
Формирование авиакорпуса провести в районе г. Липецк. Командиром смешанного авиакорпуса № 5 утвердить генерал-майора авиации Слюсарева С. В.— Постановление № ГКО-2880сс от 13 февраля 1943 года

## Преобразование корпуса
26 июня 1943 года 5-й смешанный авиационный корпус преобразован в 7-й истребительный авиационный корпус.

## В действующей армии
- с 1 июня 1943 года по 26 июня 1943 года, всего 26 дней[2]

## Командир корпуса
Герой Советского Союза генерал-майор авиации Сидор Васильевич Слюсарев (08.3.1943-23.6.1943)

## В составе объединений
| Объединение                             | Период                  |
| --------------------------------------- | ----------------------- |
| Резерв Верховного Главного Командования | 08.03.1943 — 01.06.1943 |
| 2-я воздушная армия Воронежского фронта | 01.06.1943 — 26.06.1943 |

## Соединения, части и отдельные подразделения корпуса
- 304-я бомбардировочная авиационная дивизия[3]
  - 6-й дальнебомбардировочный авиационный полк;
  - 815-й дальнебомбардировочный авиационный полк;
- 203-я истребительная авиационная дивизия[3]
  - 20-й истребительный авиационный полк;
  - 247-й истребительный авиационный полк;
  - 270-й истребительный авиационный полк;
- 416-я отдельная авиационная эскадрилья связи;
- 282-я отдельная рота связи;
- 2675-я военно-почтовая станция.

## Участие в операциях и битвах
- Курская битва